# IC 187/2
IC 187/2 је спирална галаксија у сазвијежђу Троугао која се налази на листи објеката дубоког неба у Индекс каталогу.
Деклинација објекта је + 26° 29' 5" а ректасцензија 2h 1m 33,8s. Привидна величина (магнитуда) објекта IC 187 износи 13,0 а фотографска магнитуда 13,8. IC 1872 је још познат и под ознакама UGC 1507, MCG 4-5-37, CGCG 482-48, PGC 2800932.